# 水蛇座τ
水蛇座τ，又名CP-79 44，HD 10859、SAO 255806、HR 516，是水蛇座的一颗恒星，视星等为6.33，位于銀經299.99，銀緯-37.69，其B1900.0坐标为赤經1h 41m 17.5s，赤緯-79° -37.69′ 8″。